# Anders Andersen
Anders Ejnar Andersen, född 1 oktober 1912 i Benzonslyst utanför Grenå, död 13 april 2006, var en dansk politiker (Venstre) och finans- och ekonomiminister i ett flertal regeringar. Han var folketingsledamot 1953-1979 och 1981-1984.

## Bakgrund
Anders Andersen var son till gårdsägaren Jens Christian Andersen (1880-1957) och Astrid Greve. Efter att ha varit lärling inom lantbruket fick han utbildning på Askov højskole (1930-1931) och Ladelund landbrugsskole (1935-1936). Han köpte gården Sølyst 1941 och övertog fädernesgården Benzonslyst 1954. Den förra övertogs av en son 1971. Hans politiska karriär började som ordförande för Venstres Ungdom (VU) i Djursland (1940-1945), sedermera för VU i Randers amt (1942-1947) och som ledamot i Karlby-Voldbys sockenstämma (1950-1962).
Han kandiderade till Folketinget 1947 och 1950 för Halvrimmens valkrets, utan att lyckas bli vald. Genom ett utjämningsmandat kom han in i Folketinget 1953 för Randers amt. Han var ledamot i finansutskottet (1957-1961), Det Udenrigspolitisk Nævn (1960-1967 och 1968-1971, motsvaras av Utrikesnämnden i Sverige) och ordförande i Landbrugsrådet (1960-1973) och De samvirkende Danske Landboforeninger (1960-1973). I de två senare förtroendeposterna lyckades han förhandla fram flera statliga bidrag till jordbruket. I samband med att Thorkil Kristensen lämnade Venstre 1960 övertog Andersen uppdraget som partiets finanspolitiska ordförande och blev ledamot i partiets folketingsgrupp och partistyrelse. Som ordförande för Folketingets marknadsutskott (1968-1971, numera europautskottet) ställde han sig kritisk till Efta-ländernas motvilja att låta det ekonomiska samarbetet omfatta också jordbruksvaror. Hans linje var att få Danmark att ansluta sig till EG tillsammans med Storbritannien, vilket misslyckades under 1960-talet då Frankrikes president, Charles de Gaulle, motsatte sig Storbritannien som medlem. Andersens inställning till Nordek var ljummen och då förhandlingarna bröt samman 1969 påbörjades nya förhandlingar med EG om danskt medlemskap. Tillsammans med Storbritannien och Irland blev Danmark medlem i EG 1972.
Andersen var styrelseledamot i Danmarks Nationalbank (1970-1973).

## Minister

### Finansminister (1973-1975)
I samband med att Hilmar Baunsgaard (Det Radikale Venstre) bildade en borgerlig koalitionsregering 1968 tillsammans med Venstre och Det Konservative Folkeparti tillfrågades Andersen om att inta jordbruksministerposten. Han avböjde och bad om att antingen få bli finans- eller ekonomiminister, vilket avslogs. Då Poul Hartling (Venstre) bildade sin minoritetsregering i december 1973, med endast 22 mandat bakom sig, utsågs Andersen till finansminister. I samband med detta lämnade han alla sina styrelseuppdrag. Som finansminister var han drivande bakom ett ekonomiskt avtal i Folketinget om en sänkning av inkomstskatten med sju miljarder kronor med motsvarande besparingar inom den offentliga sektorn 1975-1976. Detta avtal ingicks som en följd av att arbetslösheten började stiga från sommaren 1974 och röstades igenom av Venstre, Det Konservative Folkeparti (DKF), Centrum-Demokraterne (CD), Kristeligt Folkeparti (KF), Det Radikale Venstre (DRV), Retsforbundet (R) och tre ledamöter från Fremskridtspartiet (F). Tillsammans med CD, KF och F fick Venstre dessutom igenom sina förslag om miljardbesparingar på det sociala området, samt höjda avgifter på tobak, sprit, vitvaror och bilar.
Trots det ekonomiska avtalet fortsatte arbetslösheten att stiga, och med dem de folkliga protesterna. Tillsammans med ekonomi- och handelsminister Poul Nyboe Andersen utarbetade Andersen under 1974 en s.k. helhetsplan (”Andersen-banden”) för att lösa de ekonomiska problemen. Planen innehöll bl.a. förslag på att skattelättnaderna skulle avbalanseras med ingrepp mot ytterligare lönestigningar, som ansågs hota Danmarks konkurrenskraft och öka betalningsunderskottet. Det innebar att de tre senaste lönetilläggen (da: Dyrtidsportioner), som betalades ut till löntagare om priserna steg med över 3 %, togs bort och att den procentuella löneregleringen (da: Dyrtidsreguleringen) avskaffades och ersattes med en fast sats för alla löntagare. Dessutom ingick ett tak på företagens vinster. Denna plan mötte stort motstånd från fackföreningarna och vänsterpartierna och blev aldrig genomröstad i Folketinget. Hartling utlyste val 9 januari 1975 och valkampen gick till stor del ut på ett ställningstagande för eller emot helhetsplanen. Trots en valframgång för Venstre avgick regeringen 29 januari 1975. Innan dess hade Andersen deltagit i regeringsförhandlingarna om en möjlig, borgerlig, koalitionsregering mellan Venstre, Det Konservative Folkeparti, Centrum-Demokraterne och Kristeligt Folkeparti. Han ledde förhandlingarna med Fremskridtspartiet om parlamentariskt stöd till denna koalition, vilket uteblev.
Efter regeringens avgång återgick Andersen till Folketinget som vice ordförande för Venstres folketingsgrupp.

### Ekonomi- och skatteminister (1978-1979)
I ett försök på att skapa en relativ parlamentarisk majoritet för att lösa landets ekonomiska problem bildade Socialdemokratiet och Venstre en koalitionsregering 1978. Andersen utsågs till ekonomi- och skatteminister och fick således ansvar för Det Økonomiske Sekretariat, Danmarks Statistik, Nationalbanken, Rigsrevisionen och Det Økonomiske Råd, som följer den ekonomiska utvecklingen och har representanter från flera ekonomiska intressegrupper. Under regeringsförhandlingarna fanns planer på att utse Andersen till finansminister, men då partiledaren Henning Christophersen fått utrikesministerposten och därmed blivit regerings ”nummer två” vägrade Anker Jørgensen göra Andersen till regeringens ”nummer tre”.
Under Andersens ministertid genomfördes en höjning av momsen med två procent till 20,25 %, höjda avgifter och Nationalbankens diskonto höjdes från åtta till nio procent. Danmark var vid denna tidpunkt utsatt för stagflation. Trots att koalitionsregeringen bildades för att vända den negativa utvecklingen i dansk ekonomi, visade en rapport från Det Økonomiske Sekretariat i februari 1979 att betalningsbalansen för 1979 skulle gå med ett underskott som var 1,5 miljarder större än målsättningen. Utlandsskulden beräknades under sommaren 1979 växa med en miljon kronor i timmen. Regeringen införde förtidspensionen 1979, i ett försök på att minska ungdomsarbetslösheten. Till en början omfattades endast personer i åldern 60-67 av denna möjlighet, vilket snabbt ändrades och mötte motstånd från Andersen för att kostnaderna blev större än vad som var beräknat.
Andersen utsågs till kommendör av första graden av Dannebrogsorden 1979. Han lämnade Folketinget efter valet samma år.

### Ekonomiminister (1982-1987)
Som ekonomiminister i Poul Schlüters koalitionsregering var Andersen ledamot i regeringens samordningskansli (da: Koordinationsudvalget) som, tillsammans med Henning Christophersen, representant för Venstre.
Andersen en förespråkare av en fast växelkurs för att stoppa inflationen. Denna politik ledde till sjunkande räntor och ökad konsumtion med ökad import och underskott på betalningsbalansen som följder. Vid finansbudgetförhandlingarna 1983 beslutades om besparingar på 35 miljarder DKK 1983 och 40 miljarder DK 1984. Vid 1984 års löneförhandlingar lade Andersen fram ett krav till arbetsmarknadens parter om att lönehöjningarna i den offentliga sektorn skulle hållas under fyra procent, vilket fick stöd av finansministern Henning Christophersen, som föreslog ett lönetak. Andersen stod även bakom förslaget om att slopa den procentuella löneregleringen. Tillsammans med Poul Schlüter och finansminister Palle Simonsen utformade Andersen den s.k. ”Kartoffelkuren”, vilken genomfördes på våren 1986. Det innebar att det blev dyrare för privatpersoner att låna pengar till konsumtion och bostadsbygge, det blev svårare att genomföra köp på avbetalning och räntefria lån förbjöds. Detta begränsade den privata konsumtionen, sparandet ökade och underskottet i betalningsbalansen reducerades med 16 miljarder kronor 1987 till 20 miljarder kronor. En annan effekt av denna reform blev att det ekonomiska uppsving som rådde sedan fyra år tillbaka bromsades upp och gick över i en lågkonjunktur med ökande arbetslöshet.
I samband med valet 1987 lämnade Andersen regeringen.

## Övriga förtroendeposter
- Ledamot i representantskapet för Djursland Bank A/S (1950-1973)
- Ordförande av Foreningen af jydske Landboforeninger (1959-1973)
- Ledamot av Ligningsrådet (1959-1973)
- Styrelseledamot av Landbrugets realkreditfond (1960-1973)
- Ordförande av Grenå Landboforening (1961-1973)
- Ordförande av Landbrugets dispositionsfond (1963-1973)
- Ordförande av Landbrugets oplysnings- og konferencevirksomhed (1967-1973)

## Utmärkelser
- Kommendör av första graden av Dannebrogorden,  1979[10]

[Redigera Wikidata]